# Кајану Маре (Бистрица-Насауд)
Кајану Маре (рум. Căianu Mare) насеље је у Румунији у округу Бистрица-Насауд у општини Кајану. Oпштина се налази на надморској висини од 284 m.

## Становништво
Према подацима из 2002. године у насељу је живело 626 становника, од којих су сви румунске националности.